# Arros
Arros je 131 km dolga reka v jugozahodni Franciji, desni pritok Adour. Izvira v srednjih Pirenejih severno od prelaza Col d'Aspin, od koder teče pretežno proti jugu.

## Geografija

### Porečje
| levi pritoki - Lalherde (10,7 km) - Arrouy (12,3 km) - Arrêt (15,3 km) - Arrêt-Darré (25,5 km) - Lanénos (11,1 km) - Lartez (17 km) - Las (10,6 km) | desni pritoki - Avezaguet (10,7 km) - Lène (11,2 km) - Chella (11,5 km) - Lurus (11,8 km) - Bouès (63 km) |

### Departmaji in kraji
Reka Arros teče skozi naslednje departmaje in kraje:
- Hautes-Pyrénées: Tournay, Hautes-Pyrénées, Tournay
- Gers: Plaisance.